# Henri Eugène Padé
Henri Eugène Padé, francoski matematik, * 17. december 1863, Abbeville, Francija, † 9. julij 1953, Aix-en-Provence, Francija.
Padé je najbolj znan po razvoju aproksimacijskih tehnik za funkcije s pomočjo racionalnih funkcij.

## Življenje in delo
Od leta 1883 je študiral na École Normale Supérieure v Parizu. Tu je leta 1886 diplomiral in postal profesor na srednji šoli. V letu 1889 je odšel v Leipzig in Göttingen, kjer je študiral pri Kleinu in Schwarzu. 
V Francijo se je vrnil leta 1890. Med pripravo na doktorat je poučeval v Lilleu. Doktoriral je 21. junija 1892 na Sorboni z dizertacijo Sur la representation approchee d'une fonction par des fractions rationelles pod Hermitovim mentorstvom. V svoji doktorski dizertaciji je podal prvo sistematično študijo Padéjeve aproksimacije, ki podaja racionalne približke analitičnih funkcij s pomočjo potenčnih vrst. Dokazal je njihovo splošno strukturo in tudi jasno pokazal na njihovo povezavo z verižnimi ulomki.
Na Université Lille Nord de France je postal izredni profesor, kjer je na École centrale de Lille nasledil Borela, ki je odšel na École Normale Supérieure. Junija 1902 je odšel na Univerzo v Poitiersu, kjer je postal profesor racionalne in uporabne mehanike. Po dobrem letu je odšel na Univerzo v Bordeauxu. Leta 1906 je prejel Veliko nagrado Francoske akademije znanosti in istega leta postal dekan Fakultete za znanost na Univerzi v Bordeauxu.
Leta 1908 je postal rektor Académie de Besançon in leta 1917 Académie de Dijon. Od leta 1923 je bil rektor Académie de Aix-Marseilles, kjer se je leta 1934 upokojil.